# Fiat Scudo
Fiat Scudo er en let varebil fra Fiat Automobiles. Ligesom de identiske modeller Peugeot Expert og Citroën Jumpy var den første generation baseret på Eurovan-modellerne, og blev introduceret af Sevel Nord i oktober 1995. Den er større end Fiat Fiorino (senere Doblò), men mindre end Fiat Ducato. Alle tre søstermodeller blev produceret på den i 1992 opførte fabrik i Hordain i Frankrig.
Scudo afløste Fiat Talento, som er en version med kort akselafstand og langt overhæng af Fiat Ducato. Talento var oprindeligt tiltænkt som efterfølger for Fiat 900, som er opbygget efter samme koncept med kort akselafstand og stor lastkapacitet. Dog var 900 på grund af sin forældede teknik ikke konkurrencedygtig mod nyere konkurrenter såsom japanske varebiler samt små kassevogne baseret på personbiler. Med Scudo blev det muligt for Fiat at lukke dette hul i modelprogrammet under Ducato.
Den første generation blev faceliftet i 2000 og 2004, og blev afløst af en ny generation i 2007. I 2008 blev Scudo II sammen med søstermodellerne valgt til Van of the Year.
I 2010/2011 trådte Fiat ud af Eurovan-samarbejdet på personbilsområdet, mens varebilerne fortsat blev produceret i joint venture frem til 2016 ligesom den større varebil Fiat Ducato. Fra 2015 indgik Fiat i stedet et samarbejde med Renault. Derfor var den nye Talento, som i 2016 afløste Scudo, baseret på Renault Trafic.
I 2021 kom en ny Fiat Scudo på markedet, som er næsten identisk med modellerne fra de andre Stellantis-mærker.

## Scudo (type 220, 1995−2007)
Scudo (type 220) har en lasteevne fra 850 til 900 kg inklusiv fører, og en lastekapacitet på 4 m² (5 m² i den lange version) ved en lastefladelængde på 2059 mm. Afstanden mellem hjulkasserne i venstre og højre side er 1220 mm, hvilket gør det muligt at læsse to europaller ind i bilen.
Ligesom søstermodellerne fra PSA findes Scudo med to benzin- og tre dieselmotorer. Benzinmotoren er på 1,6 liter og yder 58 kW (79 hk), men blev fra modelår 2001 afløst af en 2,0-liters 16V-motor med 100 kW (136 hk), der som den eneste motor også findes med automatgear. Dieselmotorerne er en 1,9-liters sugedieselmotor med 51 kW (69 hk) samt en 1,9-liters turbodieselmotor med 66-68 kW (90-92 hk), som i 2000 blev afløst af en 2,0-liters JTD-motor med commonrail-indsprøjtning (af PSA benævnt HDi) i to versioner med 69 kW (94 hk) og 80 kW (109 hk).
Førerkabinen er udstyret med et enkelt justerbart førersæde og enten et enkelt justerbart eller et dobbelt fast passagersæde. Minibusversionen Combinato har på anden og tredje sæderække tre siddepladser, samt ABS-bremser og skydevinduer ved anden sæderække som standardudstyr.
Modellen blev i løbet af sin levetid faceliftet to gange, i 2000 hvor den fik det nye runde blå logo som første gang blev benyttet på anden generation af Punto året forinden, og igen i februar 2004 hvor den fik et nyt frontparti.
Produktionen blev indstillet i januar 2007.
- Fiat Scudo
(2000−2004)
- Fiat Scudo
(2004−2007)
- Bagfra

### Sikkerhed
Det svenske forsikringsselskab Folksam vurderer flere forskellige bilmodeller ud fra oplysninger fra virkelige ulykker, hvorved risikoen for død eller invaliditet i tilfælde af en ulykke måles. I rapporterne Hur säker är bilen? er/var Scudo i årgangene 1995 til 2006 klassificeret som følger:
- 2013: Mindst 40 % bedre end middelbilen[9]
- 2015: Mindst 40 % bedre end middelbilen[10]
- 2017: Mindst 20 % bedre end middelbilen[11]
- 2019: Mindst 20 % bedre end middelbilen[12]

### Tekniske data
|                                                | 1.6 i.e.             | 2.0 i.e. 16V         | 1.9 D              | 1.9 D              | 1.9 TD                    | 1.9 TD                    | 2.0 JTD            | 2.0 JTD                   | 2.0 JTD                   |
| Byggeperiode                                   | 1995−2000            | 2000−2007            | 1999−2007          | 1995−1999          | 1995−1998                 | 1998−2000                 | 2000−2007          | 2000−2007                 | 2000−2007                 |
| Motordata                                      |                      |                      |                    |                    |                           |                           |                    |                           |                           |
| Motorfabrikat                                  | Fiat                 | PSA                  | PSA                | PSA                | PSA                       | PSA                       | PSA                | PSA                       | PSA                       |
| Motorkode                                      | 220A2000             | EW10 J4 (RFN)        | DW8 (WJZ)          | XUD9 /Z (D9B)      | XUD9 TE/L (D8B)           | XUD9 TE/Y (DHX)           | DW10 TD (RHX)      | DW10 ATED (RHZ)           | DW10 ATED4 (RHW)          |
| Motortype                                      | R4-benzinmotor       | R4-benzinmotor       | R4-dieselmotor     | R4-dieselmotor     | R4-dieselmotor            | R4-dieselmotor            | R4-dieselmotor     | R4-dieselmotor            | R4-dieselmotor            |
| Antal ventiler pr. cylinder                    | 2                    | 4                    | 2                  | 2                  | 2                         | 2                         | 2                  | 2                         | 4                         |
| Ventilstyring                                  | OHC, tandrem         | DOHC, tandrem        | OHC, tandrem       | OHC, tandrem       | OHC, tandrem              | OHC, tandrem              | OHC, tandrem       | OHC, tandrem              | DOHC, tandrem             |
| Fødesystem                                     | Monopoint            | Multipoint           | Hvirvelkammer      | Hvirvelkammer      | Hvirvelkammer             | Hvirvelkammer             | Commonrail         | Commonrail                | Commonrail                |
| Trykladning                                    | –                    | –                    | –                  | –                  | Turbolader, ladeluftkøler | Turbolader, ladeluftkøler | Turbolader         | Turbolader, ladeluftkøler | Turbolader, ladeluftkøler |
| Køling                                         | Vandkøling           | Vandkøling           | Vandkøling         | Vandkøling         | Vandkøling                | Vandkøling                | Vandkøling         | Vandkøling                | Vandkøling                |
| Boring × slaglængde                            | 86,4 × 67,4 mm       | 85,0 × 88,0 mm       | 82,2 × 88,0 mm     | 83,0 × 88,0 mm     | 83,0 × 88,0 mm            | 83,0 × 88,0 mm            | 85,0 × 88,0 mm     | 85,0 × 88,0 mm            | 85,0 × 88,0 mm            |
| Slagvolume                                     | 1581 cm³             | 1997 cm³             | 1868 cm³           | 1905 cm³           | 1905 cm³                  | 1905 cm³                  | 1997 cm³           | 1997 cm³                  | 1997 cm³                  |
| Kompressionsforhold                            | 9,2:1                | 10,8:1               | 23,0:1             | 23,0:1             | 21,8:1                    | 21,8:1                    | 17,6:1             | 17,6:1                    | 17,3:1                    |
| Maks. effekt ved omdr./min.                    | 58 kW (79 hk) 5750   | 100 kW (136 hk) 6000 | 51 kW (69 hk) 4600 | 51 kW (69 hk) 4600 | 68 kW (92 hk) 4000        | 66 kW (90 hk) 4000        | 69 kW (94 hk) 4000 | 80 kW (109 hk) 4000       | 80 kW (109 hk) 4000       |
| Maks. drejningsmoment ved omdr./min.           | 125 Nm 2750          | 190 Nm 4100          | 125 Nm 2500        | 120 Nm 2000        | 196 Nm 2250               | 196 Nm 2250               | 215 Nm 1750        | 250 Nm 1750               | 270 Nm 1750               |
| Kraftoverførsel                                |                      |                      |                    |                    |                           |                           |                    |                           |                           |
| Drivende hjul                                  | Forhjul              | Forhjul              | Forhjul            | Forhjul            | Forhjul                   | Forhjul                   | Forhjul            | Forhjul                   | Forhjul                   |
| Gearkasse (standardudstyr)                     | 5-trins manuel       | 5-trins manuel       | 5-trins manuel     | 5-trins manuel     | 5-trins manuel            | 5-trins manuel            | 5-trins manuel     | 5-trins manuel            | 5-trins manuel            |
| Gearkasse (ekstraudstyr)                       | –                    | 4-trins automatisk   | –                  | –                  | –                         | –                         | –                  | –                         | –                         |
| Præstationer                                   |                      |                      |                    |                    |                           |                           |                    |                           |                           |
| Topfart                                        | 148 km/t             | 175 km/t             | 138 km/t           | 138 km/t           | 157 km/t                  | 157 km/t                  | 160 km/t           | 165 km/t                  | 165 km/t                  |
| Brændstofforbrug pr. 100 km ved blandet kørsel | 10,2 liter Blyfri 95 | 9,0 liter Blyfri 95  | 7,9 liter Diesel   | 6,9 liter Diesel   | 8,2 liter Diesel          | 8,1 liter Diesel          | 6,8 liter Diesel   | 6,4 liter Diesel          | 7,0 liter Diesel          |
| CO2-udslip ved blandet kørsel                  | 244 g/km             | 216 g/km             | 211 g/km           | 211 g/km           | 220 g/km                  | 215 g/km                  | 182 g/km           | 171 g/km                  | 186 g/km                  |

## Scudo (type 270, 2007−2016)
I januar 2007 kom en ny modelgeneration af Scudo (type 270) på markedet med en design lignende den større Fiat Ducato og et nyt motorprogram. Den var i produktion frem til april 2016.
Formel 1-køreren Michael Schumacher har medvirket i en reklamefilm for Scudo.

### Kassevogn
Anden generation af Scudo findes som kassevogn i to højder og to længder. Hvor den korte version er ca. 4,81 m lang og har en akselafstand på 3 m, er den lange version 5,14 m lang og har en akselafstand på 3,12 m. Højden varierer mellem 1,88 og 2,29 m. Alle modeller har en bredde på ca. 1,90 m, og lastrummet kan rumme mellem 5000 og 7000 liter. Egenvægten er opgivet til mellem 1736 og 1834 kg. Kassevognen findes med fire forskellige dieselmotorer (90 Multijet, 120 Multijet, 140 Multijet og 165 Multijet, senere 90 Multijet, 130 Multijet og 165 Multijet). Alle versioner er forhjulstrukne og har femtrins (90 Multijet) eller sekstrins (120 Multijet, 130 Multijet, 140 Multijet og 165 Multijet) manuel gearkasse.

### Minibus
Minibussen findes i de samme længder (4,81 m og 5,14 m) som kassevognen, og akselafstandene er også de samme. Kassevognen er med en højde mellem 1,88 og 1,98 m fladere. Minibussen findes kun med de to stærkeste dieselmotorer, som også findes til kassevognen. De er på 2,0 liter og har commonrail-indsprøjtning, 120 (senere 128) eller 163 hk og partikelfilter. Kraftoverførslen foregår over forhjulene og en sekstrins manuel gearkasse.
- Fiat Scudo
(2007−2016)
- Bagfra

### Sikkerhed
Det svenske forsikringsselskab Folksam vurderer flere forskellige bilmodeller ud fra oplysninger fra virkelige ulykker, hvorved risikoen for død eller invaliditet i tilfælde af en ulykke måles. I rapporterne Hur säker är bilen? er/var Scudo fra årgang 2007 og frem klassificeret som følger:
- 2019: Mindst 20 % dårligere end middelbilen[12]

### Tekniske data
Alle motorerne er fremstillet af PSA, og benyttes også i søstermodellerne Citroën Jumpy, Peugeot Expert og Toyota ProAce.
|                                                | 90 Multijet               | 120 Multijet              | 130 Multijet              | 140 Multijet              | 165 Multijet              |
| Byggeperiode                                   | 2007−2016                 | 2007−2011                 | 2011−2016                 | 2007−2011                 | 2010−2016                 |
| Motordata                                      |                           |                           |                           |                           |                           |
| Motorkode                                      | DLD-416 (9HU)             | DW10 BTED4 (RHK)          | DW10 BTED4 (RH02)         | DW10 BTED4 (RHR)          | DW10 C (RHH)              |
| Motortype                                      | R4-dieselmotor            | R4-dieselmotor            | R4-dieselmotor            | R4-dieselmotor            | R4-dieselmotor            |
| Antal ventiler pr. cylinder                    | 4                         | 4                         | 4                         | 4                         | 4                         |
| Ventilstyring                                  | DOHC, tandrem             | DOHC, tandrem             | DOHC, tandrem             | DOHC, tandrem             | DOHC, tandrem             |
| Fødesystem                                     | Commonrail                | Commonrail                | Commonrail                | Commonrail                | Commonrail                |
| Trykladning                                    | Turbolader, ladeluftkøler | Turbolader, ladeluftkøler | Turbolader, ladeluftkøler | Turbolader, ladeluftkøler | Turbolader, ladeluftkøler |
| Køling                                         | Vandkøling                | Vandkøling                | Vandkøling                | Vandkøling                | Vandkøling                |
| Boring × slaglængde                            | 75,0 × 88,3 mm            | 85,0 × 88,0 mm            | 85,0 × 88,0 mm            | 85,0 × 88,0 mm            | 85,0 × 88,0 mm            |
| Slagvolume                                     | 1560 cm³                  | 1997 cm³                  | 1997 cm³                  | 1997 cm³                  | 1997 cm³                  |
| Kompressionsforhold                            | 18,0:1                    | 17,5:1                    | 16,0:1                    | 17,5:1                    | 16,0:1                    |
| Maks. effekt ved omdr./min.                    | 66 kW (90 hk) 4000        | 88 kW (120 hk) 4000       | 94 kW (128 hk) 4000       | 100 kW (136 hk) 4000      | 120 kW (163 hk) 3750      |
| Maks. drejningsmoment ved omdr./min.           | 180 Nm 1750               | 300 Nm 2000               | 320 Nm 2000               | 320 Nm 2000               | 340 Nm 2000               |
| Kraftoverførsel                                |                           |                           |                           |                           |                           |
| Drivende hjul                                  | Forhjul                   | Forhjul                   | Forhjul                   | Forhjul                   | Forhjul                   |
| Gearkasse                                      | 5-trins manuel            | 6-trins manuel            | 6-trins manuel            | 6-trins manuel            | 6-trins manuel            |
| Præstationer                                   |                           |                           |                           |                           |                           |
| Topfart                                        | 145 km/t                  | 160 km/t                  | 170 km/t                  | 170 km/t                  | 170 km/t                  |
| Brændstofforbrug pr. 100 km ved blandet kørsel | 7,3 liter Diesel          | 7,3 liter Diesel          | 6,8 liter Diesel          | 7,3 liter Diesel          | 7,1 liter Diesel          |

## Scudo (2021−)
I starten af 2021 fusionerede Fiat Chrysler Automobiles og Groupe PSA til den nye koncern Stellantis. Som følge heraf er efterfølgeren for Fiat Talento igen næsten identisk med Citroën Jumpy og Peugeot Expert samt Opel Vivaro og Toyota ProAce, som også er bygget på EMP2-platformen. Den nye Scudo kom på markedet i december 2021, og findes med modellen E-Scudo også i en batterieldrevet version. Desuden findes der siden marts 2022 med Ulysse en personbilsudgave.
- Bagfra
- Fiat E-Scudo